# Im Si-wan
Đây là một tên người Triều Tiên, họ là Yim.
Yim Si-wan (Hangul: 임시완, Hán-Việt: Nhậm Thời Hoàn) (sinh ngày 1 tháng 12 năm 1988), được biết đến nhiều hơn với nghệ danh Siwan là một ca sĩ, diễn viên người Hàn Quốc. Anh là thành viên của nhóm nhạc nam ZE:A và nhóm nhỏ ZE:A FIVE. Với tư cách diễn viên, anh được công chúng biết đến qua các bộ phim: Người luật sư (2013), Cuộc chiến ngầm (2017) và đặc biệt là Misaeng (2014).

## Sự nghiệp

### ZE:A
Khi tham dự lễ hội âm nhạc Chin Chin ở Busan, anh đã được công ty Star Empire chiêu mộ trở thành thực tập sinh. Sau khi được đào tạo trong 3 năm, anh trở thành thành viên của nhóm nhạc 9 thành viên tên gọi là "Children of Empire" và bắt đầu có một vài buổi biểu diễn nhỏ ở vài nơi. Ngày 7 tháng 1 năm 2010, nhóm chính thức ra mắt công chúng với một mini-album mang tên Nativity. Anh cũng là thành viên của một nhóm nhỏ, mang tên ZE:A-Five.

### Diễn xuất
Siwan bắt đầu sự nghiệp diễn xuất trong bộ phim Mặt trăng ôm mặt trời (2012), trong vai Heo Yeom lúc nhỏ. Bộ phim nhanh chóng chạm mốc rating 40% và được gọi là "drama quốc dân", Siwan bắt đầu trở nên nổi tiếng sau đó. Một năm sau, Siwan nhận lời tham gia drama chính kịch mang tên Người đàn ông đến từ xích đạo, trong vai một chàng trai lạnh lùng mang hoàn cảnh ngang trái. Theo sau đó là sitcom Hậu trường vui nhộn (2012), cùng drama đặc biệt Waiting for Love (2013).

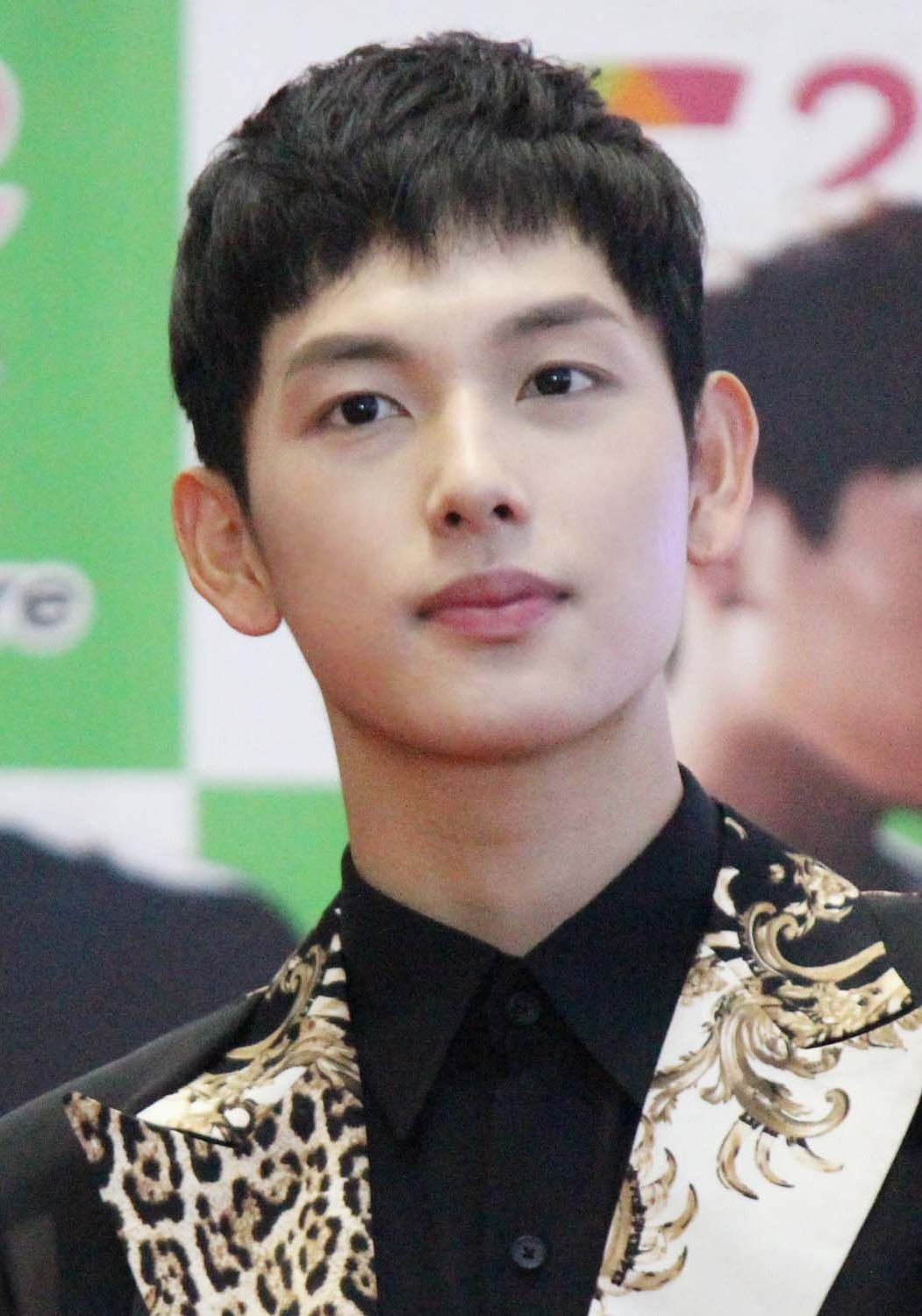
Yim Si-wan, tháng 9, 2013.

Năm 2013, anh bắt đầu tham gia bộ phim điện ảnh đầu tiên - Người luật sư, trong vai một sinh viên bị cáo buộc tội phản quốc đầy oan uổng. Bộ phim được rất nhiều nhà phê bình đánh giá cao và đạt được vô số thành công, bán được hơn 11 triệu vé và đứng thứ 8 phim điện ảnh nội có doanh thu cao nhất xứ Kim Chi. Siwan thắng giải Diễn viên mới xuất sắc nhất tại Max Movie Awards và the Marie Claire Film Festival.
Siwan trở lại với phim truyền hình vào năm 2014 và bắt đầu với 2 bộ phim. Trong Triangle, trong vai em út trong gia đình có ba anh em bị thất lạc từ nhỏ, sau đó lớn lên thành một chaebol.
Tiếp nối sự thành công của bản gốc webtoon, Siwan đóng vai chính trong Misaeng, trong vai một cựu tuyển thủ cờ vây đã từ bỏ sự nghiệp và bắt đầu cuộc sống của nhân viên văn phòng. Misaeng đã trở thành một hiện tượng văn hoá, với rating xấp xỉ 8.4%, tỉ suất gấp 10 lần phim truyền cáp lúc bấy giờ. Siwan đoạt giải thưởng Xuất sắc trong diễn xuất tại APAN Star Awards lần thứ 4, cùng Diễn viên mới xuất sắc nhất tại Cable TV Broadcasting Awards lần thứ 9, và Baeksang Arts Awards lần thứ 51.
Siwan đã có vai chính đầu tiên ở màn ảnh rộng qua bộ phim A Melody to Remember (2016), trong vai một anh lính có tình yêu âm nhạc.
Thoát khỏi hình tượng "trai ngoan" ở các vai diễn trước, Siwan trong vai một kẻ lừa đảo trong phim điện ảnh One Line (2017) và một cảnh sát ngầm trong phim điện ảnh Cuộc chiến ngầm (2017). Qua bộ phim này, Siwan đã nhận được lời mời đến LHP Cannes. Cùng năm, Siwan nhận lời đóng vai chính cho phim tình cảm cổ trang Khi nhà vua yêu.
Năm 2019, Siwan đóng vai chính trong drama kinh dị Người lạ đến từ địa ngục, dựa trên nguyên tác webtoon cùng tên. Đánh dấu dự án đầu tiên của anh sau quãng thời gian nhập ngũ. Cùng năm, anh nhận lời đóng vai chính trong phim điện ảnh Boston 1947.
Năm 2020, Siwan nhận vai chính trong Run On. Nội dung bộ phim nói về tình yêu giữa cựu tuyển thủ điền kinh quốc gia Ki Seon-Gyeom, người sau này sẽ trở thành đại diện thể thao chuyên nghiệp và thông dịch viên Oh Mi-Joo.

## Học vấn
Anh tốt nghiệp trường Trung học Busan Gudeok, sau đó, anh theo học tại Đại học Quốc gia Pusan nhưng đã ngừng học. Tiếp đó, anh chuyển tới học tại trường Đại học Nghệ thuật Truyền hình Phương Đông, nhưng do không đáp ứng đủ thời gian học tập vì lịch trình làm việc dày đặc, anh bị buộc thôi học. Hiện tại, anh đang theo học tại trường Cao đẳng Thông tin Woo-song.

## Đời tư cá nhân

### Nghĩa vụ quân sự
Ngày 11 tháng 7 năm 2017, Siwan bắt đầu thực hiện nghĩa vụ quân sự bắt buộc. Anh được thăng làm trợ giảng cho tân binh bởi các thành tích tốt đã đạt được. Anh xuất ngũ vào ngày 27 tháng 3 năm 2019.

## Đĩa nhạc

### Đĩa đơn
| Title                                                                      | Năm               | Thứ hạng          | Doanh thu (DL)    | Album                               |
| Title                                                                      | Năm               | KOR Gaon          | Doanh thu (DL)    | Album                               |
| Bài hát phát hành                                                          | Bài hát phát hành | Bài hát phát hành | Bài hát phát hành | Bài hát phát hành                   |
| -------------------------------------------------------------------------- | ----------------- | ----------------- | ----------------- | ----------------------------------- |
| "But Still.. So.."                                                         | 2014              | —                 | —                 | Misaeng: Incomplete Life OST Part 5 |
| "My Heart"                                                                 | 2017              | —                 | —                 | The King in Love OST Part 4         |
| "Tick-tok Tick-tok"                                                        |                   |                   |                   |                                     |
|                                                                            |                   |                   |                   |                                     |
| "—" để chỉ bài hát không nằm trong BXH hoặc không phát hành ở quốc gia đó. |                   |                   |                   |                                     |

## Danh sách phim

### Phim điện ảnh
| Năm  | Tên                  | Vai trò              | Ghi chú                  | Chú thích |
| ---- | -------------------- | -------------------- | ------------------------ | --------- |
| 2011 | Ronin Pop            | Lee                  | Điện ảnh Nhật Bản        |           |
| 2013 | Misaeng: Tiền truyện | Jang Geurae          | Phim Ngắn                | [ 41 ]    |
| 2013 | Người luật sư        | Park Jinwoo          | Vai chính                | [ 42 ]    |
| 2014 | Rio 2                | Blu                  | Lồng tiếng Hàn           | [ 43 ]    |
| 2016 | A Melody to Remember | Han Sang-ryul        | Vai chính                | [ 44 ]    |
| 2017 | One Line             | Min-jae              | Vai chính                | [ 45 ]    |
| 2017 | Cuộc chiến ngầm      | Jo Hyun-soo          | Vai chính                | [ 46 ]    |
| 2022 | Hạ cánh khẩn cấp     | Ryu Jin Seok         | Vai phụ                  |           |
| 2023 | Unlocked             | Joon-young           | Netflix film (Vai chính) |           |
| 2023 | Nhân duyên tiền định | Couple với Go Ahsung | Cameo                    |           |
| 2023 | Bước chân thép       | Suh Yun-bok          | Vai chính                |           |
| 2025 | Mantis               | Mantis               | Netflix film (Vai chính) |           |

### Phim truyền hình
| Năm         | Kênh phát sóng | Tên                               | Nhân vật                             | Ghi chú                      | Chú thích |
| ----------- | -------------- | --------------------------------- | ------------------------------------ | ---------------------------- | --------- |
| 2010        | SBS            | Nữ công tố sành điệu              | Nhân vật trong CLB                   | Cameo (Ep 2)                 | [ 47 ]    |
| 2010        | KBS2           | All About Marriage                | Ca sĩ                                | Cameo (Ep 18)                | [ 48 ]    |
| 2010        | MBC            | Giấc mơ tình yêu                  | Ca sĩ                                | Cameo (Ep 11 & 14)           | [ 49 ]    |
| 2012        | MBC            | Mặt trăng ôm mặt trời             | Heo Yeom                             | Thời còn nhỏ                 | [ 50 ]    |
| 2012        | KBS2           | Người đàn ông đến từ xích đạo     | Lee Jangil                           | Thời còn nhỏ                 | [ 51 ]    |
| 2012        | MBC            | Hậu trường vui nhộn               | Yim Siwan                            | Nhân vật phụ                 | [ 10 ]    |
| 2012        | tvN            | Reply 1997                        | Jung Sukwon                          | Cameo (Ep 4)                 | [ 52 ]    |
| 2013        | KBS2           | A Bit of Love                     | Jung Woosung                         | Thời còn nhỏ                 | [ 53 ]    |
| 2013        | KBS2           | Waiting for Love                  | Jung Jingoo                          | Vai chính                    | [ 11 ]    |
| 2014        | MBC            | Bộ ba                             | Jang Dongwoo/Yoon Yangha             | Vai chính                    | [ 54 ]    |
| 2014        | tvN            | Misaeng: Cuộc sống không trọn vẹn | Jang Geurae                          | Vai chính                    | [ 55 ]    |
| 2016        | Tencent MBC    | My Catman                         | Cheonmo                              | Vai chính                    | [ 56 ]    |
| 2017        | MBC            | Khi nhà vua yêu                   | Wang Won                             | Vai chính                    | [ 57 ]    |
| 2019        | OCN            | Người lạ đến từ địa ngục          | Yoon Jungwoo                         | Vai chính                    | [ 28 ]    |
| 2020 - 2021 | Netflix JTBC   | Run On                            | Ki Seon Gyeom                        | Vai chính                    |           |
| 2022        | MBC            | Tracer                            | Hwang Dongjoo                        | Vai chính                    |           |
| 2022        | JTBC           | Thirty-Nine                       | Yim Siwan                            | Cameo (Episode 10)           |           |
| 2022        | ENA            | Summer Strike                     | Ahn Daebeom                          | Vai chính                    |           |
| 2023        | tvN            | Missing: The Other Side           | Nhân vật nam đứng trước vòng xe ngựa | Season 2 (Cameo; Episode 14) |           |
| 2023        | Coupang Play   | Boyhood                           | Jang Byeongtae                       | Vai chính                    |           |
| 2024        | Netflix        | Squid Game 2 & 3                  | Lee Myunggi (Player 333)             | Vai chính                    |           |
| 2025        | Netflix        | Squid Game 2 & 3                  | Lee Myunggi (Player 333)             | Vai chính                    |           |

### Chương trình thực tế
| Năm  | Tên               | Kênh phát sóng | Ghi chú               | Chú thích |
| ---- | ----------------- | -------------- | --------------------- | --------- |
| 2012 | Birth of a Family | KBS            | Thành viên chính thức | [ 58 ]    |
| 2012 | Running Man       | SBS            | Khách mời tập 104     |           |
| 2014 | Running Man       | SBS            | Khách mời tập 182     |           |
| 2016 | Running Man       | SBS            | Khách mời tập 282     |           |

### Nhạc kịch
| Năm  | Tên                                          | Vai trò | Ghi chú                         | Chú thích |
| ---- | -------------------------------------------- | ------- | ------------------------------- | --------- |
| 2013 | Joseph and the Amazing Technicolor Dreamcoat | Joseph  | February 19 - March 12 in Seoul | [ 59 ]    |

## Giải thưởng và đề cử
| Năm  | Giải thưởng                                                     | Thể loại                                                              | Tác phẩm đề cử                               | Kết quả   | Chú thích |
| ---- | --------------------------------------------------------------- | --------------------------------------------------------------------- | -------------------------------------------- | --------- | --------- |
| 2012 | 6th Mnet 20's Choice Awards                                     | 20's Booming Star                                                     | Mặt trăng ôm mặt trời                        | Đề cử     | [ 60 ]    |
| 2012 | 48th Baeksang Arts Awards                                       | Popularity Award (Truyền hình)                                        | Mặt trăng ôm mặt trời                        | Đề cử     |           |
| 2012 | 12th MBC Entertainment Awards                                   | Nam diễn viên mới xuất sắc nhất (Phim hài)                            | Hậu trường vui nhộn                          | Đoạt giải | [ 61 ]    |
| 2012 | 31st MBC Drama Awards                                           | Nam diễn viên mới xuất sắc nhất                                       | Mặt trăng ôm mặt trời                        | Đề cử     | [ 62 ]    |
| 2012 | 31st MBC Drama Awards                                           | Popularity Award                                                      | Mặt trăng ôm mặt trời                        | Đề cử     | [ 63 ]    |
| 2013 | 7th The Musical Awards                                          | Nam diễn viên mới xuất sắc nhất                                       | Joseph and the Amazing Technicolor Dreamcoat | Đề cử     | [ 64 ]    |
| 2014 | 9th Max Movie Awards                                            | Nam diễn viên mới xuất sắc nhất                                       | Người luật sư                                | Đoạt giải | [ 14 ]    |
| 2014 | 9th Max Movie Awards                                            | Nam diễn viên phụ xuất sắc nhất                                       | Người luật sư                                | Đề cử     |           |
| 2014 | 3rd Marie Claire Film Awards                                    | Nam diễn viên mới xuất sắc nhất                                       | Người luật sư                                | Đoạt giải | [ 15 ]    |
| 2014 | 8th Asian Film Awards                                           | Nam diễn viên mới xuất sắc nhất                                       | Người luật sư                                | Đề cử     | [ 65 ]    |
| 2014 | 50th Baeksang Arts Awards                                       | Nam diễn viên mới xuất sắc nhất (Điện ảnh)                            | Người luật sư                                | Đề cử     | [ 66 ]    |
| 2014 | 50th Baeksang Arts Awards                                       | Ngôi sao thời trang nhất                                              | Người luật sư                                | Đoạt giải | [ 66 ]    |
| 2014 | 23rd Buil Film Awards                                           | Nam diễn viên mới xuất sắc nhất                                       | Người luật sư                                | Đề cử     | [ 67 ]    |
| 2014 | 51st Grand Bell Awards                                          | Nam diễn viên mới xuất sắc nhất                                       | Người luật sư                                | Đề cử     | [ 68 ]    |
| 2014 | 51st Grand Bell Awards                                          | Popularity Award                                                      | Người luật sư                                | Đoạt giải | [ 69 ]    |
| 2014 | 35th Blue Dragon Film Awards                                    | Best New Actor                                                        | Người luật sư                                | Đề cử     | [ 70 ]    |
| 2014 | 35th Blue Dragon Film Awards                                    | Popularity Award                                                      | Người luật sư                                | Đoạt giải | [ 71 ]    |
| 2014 | 3rd Korean Film Actor's Association Awards                      | Popularity Award                                                      | Người luật sư                                | Đoạt giải | [ 72 ]    |
| 2014 | 33rd MBC Drama Awards                                           | Nam diễn viên mới xuất sắc nhất                                       | Triangle                                     | Đoạt giải | [ 73 ]    |
| 2015 | 9th Cable TV Broadcasting Awards                                | Nam diễn viên chính xuất sắc nhất                                     | Misaeng                                      | Đoạt giải | [ 20 ]    |
| 2015 | 10th Asia Model Festival Awards                                 | Nam diễn viên chính xuất sắc nhất (Giải Đặc biệt của Châu Á)          | Misaeng                                      | Đoạt giải | [ 74 ]    |
| 2015 | 51st Baeksang Arts Awards                                       | Nam diễn viên mới xuất sắc nhất (Truyền hình)                         | Misaeng                                      | Đoạt giải | [ 21 ]    |
| 2015 | 51st Baeksang Arts Awards                                       | Popularity Award (Truyền hình)                                        | Misaeng                                      | Đề cử     |           |
| 2015 | 8th Korea Drama Awards                                          | Nam diễn viên chính xuất sắc nhât                                     | Misaeng                                      | Đề cử     | [ 75 ]    |
| 2015 | 8th Korea Drama Awards                                          | Giải thưởng của Ban giám khảo                                         | Misaeng                                      | Đoạt giải | [ 76 ]    |
| 2015 | 4th APAN Star Awards                                            | Nam diễn viên chính xuất sắc nhất (Phim truyền hình dài trung bình)   | Misaeng                                      | Đoạt giải | [ 19 ]    |
| 2015 | Korea Financial Services Commission                             | Giải Thành tựu đặc biệt                                               | —                                            | Đoạt giải | [ 77 ]    |
| 2016 | InStyle Star Icon                                               | Nam diễn viên thần tượng xuất sắc nhất                                | Misaeng, A Melody to Remember                | Đoạt giải | [ 78 ]    |
| 2016 | 11th Max Movie Awards                                           | Giải Ngôi sao đang lên                                                | —                                            | Đoạt giải | [ 79 ]    |
| 2016 | 52nd Baeksang Arts Awards                                       | Popularity Award (Điện ảnh)                                           | A Melody to Remember                         | Đề cử     |           |
| 2016 | tvN10 Awards                                                    | Nam diễn viên của phim truyền hình Made in tvN                        | Misaeng                                      | Đề cử     |           |
| 2017 | 3rd Seoul WebFest Awards                                        | Nam diễn viên chính xuất sắc nhất                                     | My Catman                                    | Đề cử     | [ 80 ]    |
| 2017 | 1st The Seoul Awards                                            | Popularity Award                                                      | —                                            | Đoạt giải | [ 81 ]    |
| 2017 | 36th MBC Drama Awards                                           | Nam diễn viên chính xuất sắc nhất (Phim truyền hình Thứ hai - thứ ba) | Khi nhà vua yêu                              | Đề cử     |           |
| 2018 | 13rd Soompi Awards                                              | Nam diễn viên của năm                                                 | Khi nhà vua yêu                              | Đề cử     |           |
| 2022 | 58th Baeksang Arts Awards                                       | Nam diễn viên chính xuất sắc nhất (Truyền hình)                       | Tracer                                       | Đề cử     |           |
| 2022 | 1st Blue Dragon Series Awards                                   | Nam diễn viên chính xuất sắc nhất                                     | Tracer                                       | Đề cử     |           |
| 2022 | 8th APAN Star Awards                                            | Nam diễn viên chính xuất sắc nhất (OTT)                               | Tracer                                       | Đề cử     |           |
| 2022 | 4th Asia Contents Awards                                        | Nam diễn viên chính xuất sắc nhất                                     | Tracer                                       | Đề cử     |           |
| 2022 | 13rd Korea Drama Awards                                         | Nam diễn viên chính xuất sắc nhất                                     | Tracer                                       | Đề cử     |           |
| 2022 | MBC Drama Awards                                                | Nam diễn viên chính xuất sắc nhất (Phim truyền hình ngắn tập)         | Tracer                                       | Đề cử     |           |
| 2022 | 31st Buil Film Awards                                           | Nam diễn viên phụ xuất sắc nhất                                       | Hạ cánh khẩn cấp                             | Đoạt giải |           |
| 2022 | 58th Grand Bell Awards                                          | Nam diễn viên phụ xuất sắc nhất                                       | Hạ cánh khẩn cấp                             | Đề cử     |           |
| 2022 | 43rd Blue Dragon Film Awards                                    | Nam diễn viên phụ xuất sắc nhất                                       | Hạ cánh khẩn cấp                             | Đề cử     |           |
| 2022 | 9th Korean Film Producers Association Awards                    | Nam diễn viên phụ xuất sắc nhất                                       | Hạ cánh khẩn cấp                             | Đoạt giải |           |
| 2023 | 16th Asian Film Awards                                          | Nam diễn viên phụ xuất sắc nhất                                       | Hạ cánh khẩn cấp                             | Đề cử     |           |
| 2023 | 59th Baeksang Arts Awards                                       | Nam diễn viên phụ xuất sắc nhất (Điện ảnh)                            | Hạ cánh khẩn cấp                             | Đề cử     |           |
| 2023 | 32nd Buil Film Awards                                           | Nam diễn viên chính xuất sắc nhất                                     | Unlocked                                     | Đề cử     |           |
| 2023 | Giải thưởng Văn hóa và Nghệ thuật Đại chúng Hàn Quốc lần thứ 14 | Khen thưởng của Bộ trưởng Bộ Văn hóa, Thể thao và Du lịch             | —                                            | Đoạt giải |           |
| 2023 | 59th Grand Bell Awards                                          | Nam diễn viên chính xuất sắc nhất                                     | Bước chân thép                               | Đề cử     |           |
| 2024 | 22nd Director's Cut Awards                                      | Nam diễn viên chính xuất sắc nhất (Điện ảnh)                          | Bước chân thép                               | Đề cử     |           |
| 2024 | 60th Baeksang Arts Awards                                       | Nam diễn viên chính xuất sắc nhất (Truyền hình)                       | Boyhood                                      | Đề cử     |           |
| 2024 | 60th Baeksang Arts Awards                                       | Popularity Award                                                      | Boyhood                                      | Đề cử     |           |
| 2024 | 3rd Blue Dragon Series Awards                                   | Nam diễn viên chính xuất sắc nhất                                     | Boyhood                                      | Đoạt giải |           |
| 2024 | 6th Asia Contents Awards & Global OTT Awards                    | Nam diễn viên chính xuất sắc nhất                                     | Boyhood                                      | Đề cử     |           |
| 2024 | 15th Korean Drama Awards                                        | Nam diễn viên chính xuất sắc nhất                                     | Boyhood                                      | Đoạt giải |           |
| 2024 | Giải thưởng Ngôi sao Châu Á của Marie Claire                    | Beyond Cinema Award                                                   | Boyhood                                      | Đoạt giải |           |
| 2024 | 10th APAN Star Awards                                           | Nam diễn viên chính xuất sắc nhất (Phim truyền hình dài trung bình)   | Boyhood                                      | Đề cử     |           |